# Herz-Jesu-Krankenhaus Trier

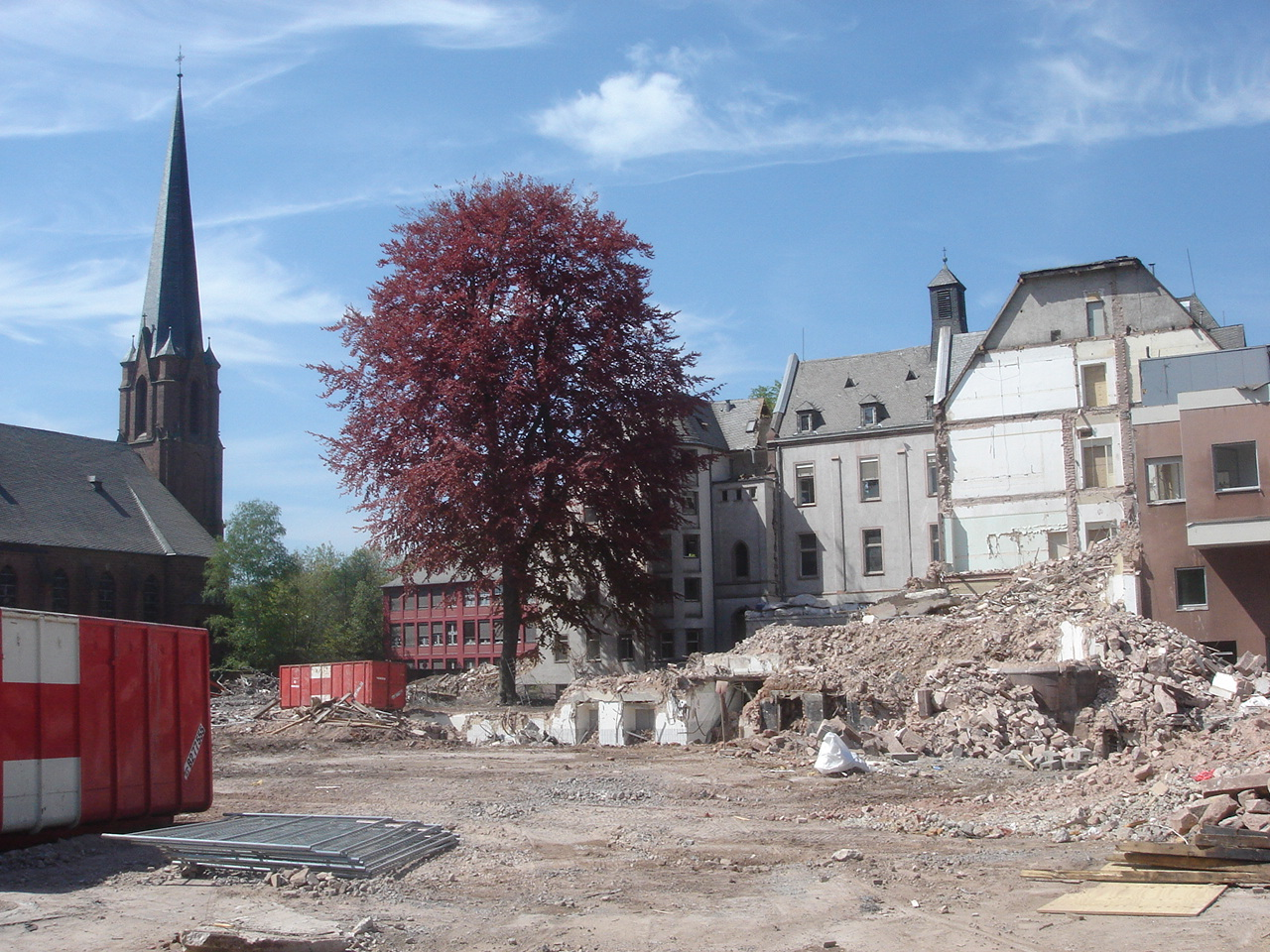
Krankenhausabriss im Frühjahr 2007

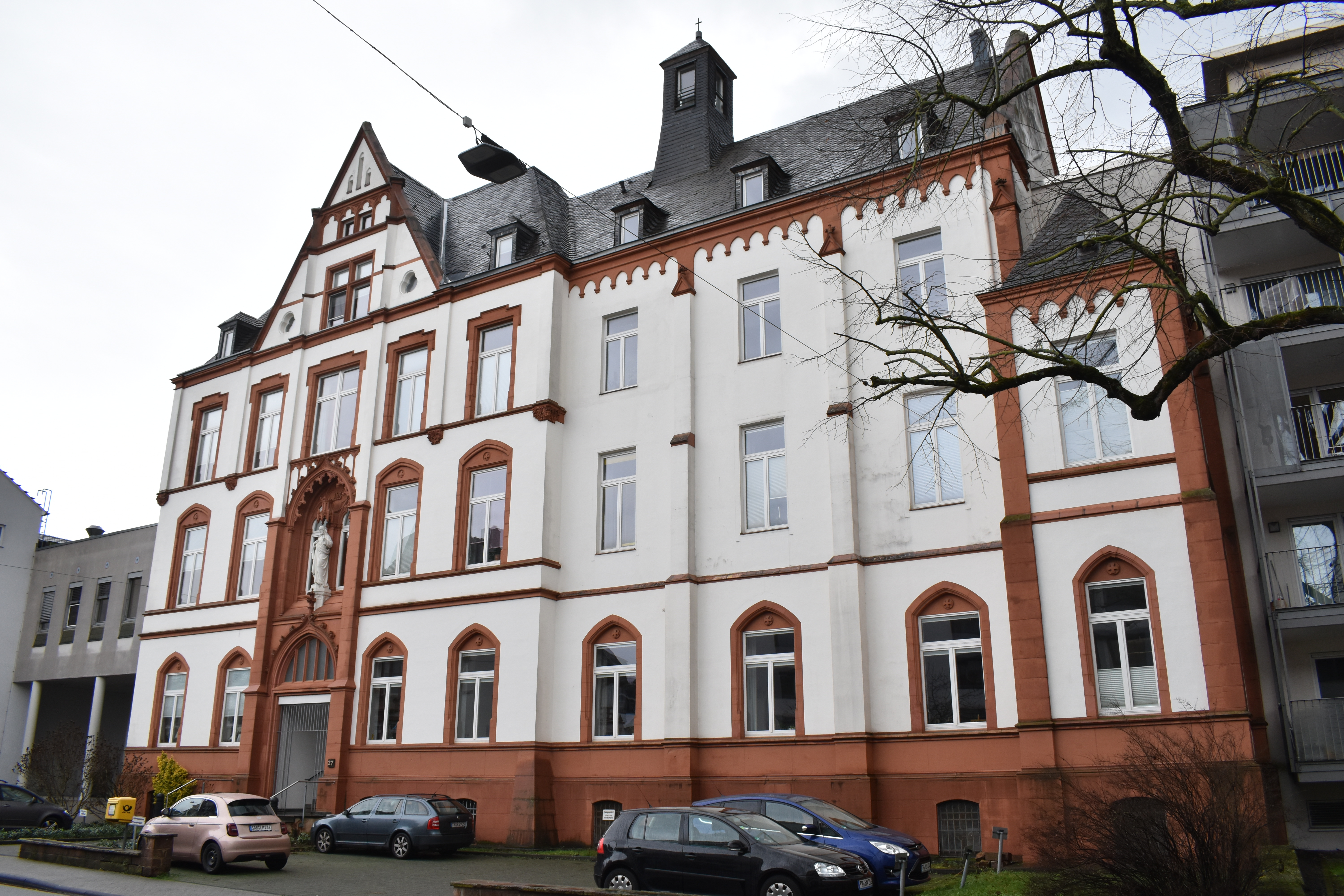
Erhalten gebliebener Kernbau

Das Herz-Jesu-Krankenhaus war ein Krankenhaus in der Friedrich-Wilhelm-Straße im Trierer Stadtbezirk Süd. Es ist seit 2006 geschlossen, sämtliche Abteilungen wurden ins Klinikum Mutterhaus der Borromäerinnen umgesiedelt.

## Geschichte
Der historische Kernbau wurde im Jahr 1898 von August Wolf nach Plänen des Münsteraner Architekten Bernhard Schwarz für die Franziskanerinnen von der Buße und der christlichen Liebe errichtet. In den Jahren 1909 und 1941 wurde das Hospital viermal erweitert. Im Jahr 1990 vermieteten die Franziskanerinnen ihren Klinik- und Kloster-Komplex per Erbbaurechtsvertrag auf 50 Jahre an die Caritas-Trägergesellschaft, die ihn später wiederum dem Trierer Klinikum Mutterhaus weitervermietete. Das Mutterhaus übernahm das Krankenhaus schließlich zum 1. Januar 2000 und siedelte die Abteilungen in den folgenden Jahren kontinuierlich am Stammsitz in der Feldstraße an. Mit der Erwachsenen-Psychiatrie, der Palliativstation und der Schmerz-Tagesklinik wechselten im Sommer 2006 die letzten Herz-Jesu-Abteilungen den Standort. Ende 2006 war der Klinik-Komplex in Trier-Süd schließlich komplett geräumt.
Die Trierer Wohnungsbau und Treuhand AG (gbt) errichtete auf dem 1,5 Hektar großen Areal mit diversen Geschosshäusern und Stadtvillen ein urbanes Quartier (150 Wohneinheiten). Die Investition betrug rund 30 Millionen Euro, die Gebäude des Krankenhauses wurden überwiegend abgerissen. Der straßenbildprägende Kernbau des Hospitals steht nicht unter Denkmalschutz und sollte ursprünglich abgerissen werden, blieb aber letztlich doch erhalten. In ihm wurden Büro- und Praxisräume eingerichtet. Darüber hinaus blieb auch der alte Baumbestand im von den Trierern getauften „Herz-Jesu-Garten“ erhalten.